# Chlorophytum cooperi
Chlorophytum cooperi là một loài thực vật có hoa trong họ Măng tây. Loài này được (Baker) Nordal mô tả khoa học đầu tiên năm 1993.